# Djurtandvård

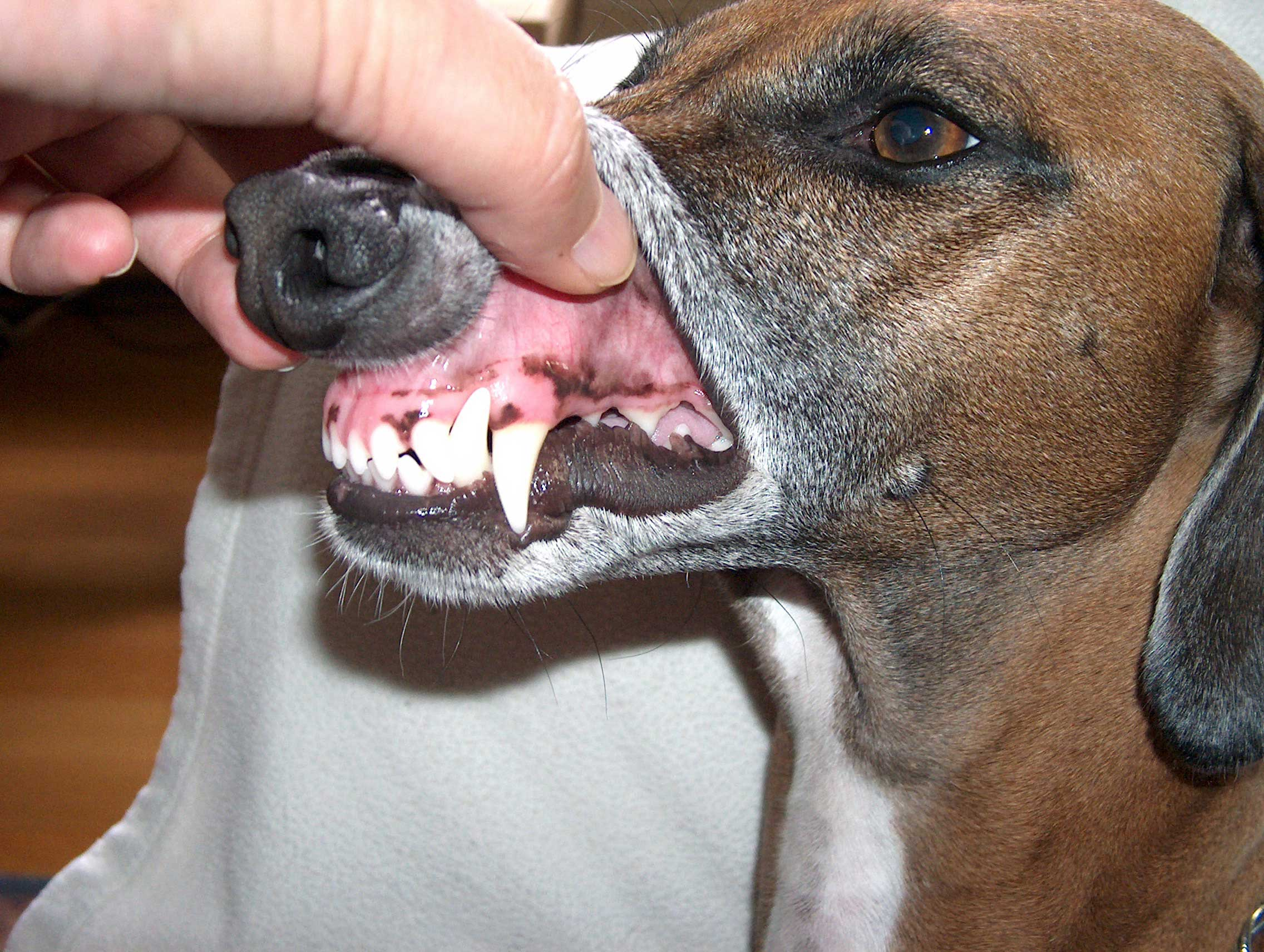
Normalt bett

Djurtandvård är den gren inom djursjukvården som behandlar tandsjukdomar och relaterade åkommor. Området är något som behandlas av såväl veterinärer som tandläkare då en stor del av tandvårdsforskningen och kunskapen idag finns på tandläkarsidan. Dagens svenska regler medger att veterinärer eller tandläkare med behörighet får behandla djurs munbesvär.
Större delen av de djur som behandlas inom djurtandvården idag är katter och hundar, medan gnagare och kaniner endast står för 5 procent av de djur som behandlas. De vanligaste problemen hos hund är parodontit och tandfrakturer, ofta till följd av dålig skötsel av djurens munhälsa.  
Det finns idag ett antal veterinärutbildningar som erbjuder spetskompetens inom djurtandvård, men området är i större delen av världen relativt litet i förhållande till antalet djur med tandsjukdomar. I Sverige finns det ett fåtal veterinärer med spetskompetens inom djurtandvård och Sveriges lantbruksuniversitet är ett av de djursjukhus som erbjuder mer avancerad djurtandvård.

## Åkommor

### Tandsten och plack
Plack är en biofilm, huvudsakligen bestående av bakterier, som täcker tanden i frånvaro av tandborstning. Tandsten bildas när mineraler från saliven lagras in i plack och tandstenen täcks alltid av ett lager plack. Plack kan avlägsnas med daglig tandborstning och uppkomst av tandsten förhindras då.

### Parodontit (tandlossning)
Parodontit (tandlossning) är den vanligaste sjukdomen hos hund och den är även vanlig hos katt.
Parodontit orsakas av plack som tillsammans med kroppens immunförsvar ger en inflammation i tandens stödjevävnad: gingiva (tandkött), parodontal-ligament (rothinna), cementum (tandben) och alveolärt ben (käkben). Den börjar som gingivit (tandköttsinflammation) och kan leda till successiv förlust av övrig stödjevävnad vilket gör att tanden så småningom lossnar. Gingivit är i sig inte förknippad med vävnadsförlust och är reversibel. Det går inte att säga vilka patienter med gingivit som kommer utveckla parodontit men predisponerande faktorer är t.ex. ras och bettfel/trångt bett. Små hundar drabbas tidigare och sjukdomen blir också vanligare med stigande ålder. Parodontit orsakar obehag och kan också ge systemisk påverkan. 
Daglig tandborstning för att minimera mängden plack på tanden är den effektivaste metoden för att förebygga och stoppa upp sjukdomen. En svensk studie visade dock att färre än 4 procent av hundägarna borstar sin hunds tänder dagligen. I vissa fall kan orala klorhexidin-preparat användas för att hämma inflammationen. Vid befäst sjukdom kan en professionell tandrengöring inklusive nödvändiga extraktioner behöva göras i narkos men utan hemtandvård är inflammationen tillbaka inom några dagar. Vissa stadier av sjukdomen kan behandlas kirurgiskt vilket kan vara aktuellt om god eftervård i hemmet med säkerhet kan genomföras.

### Tandresorption
Tandresorption (TR) är den vanligaste tandsjukdomen hos katt. I en svensk studie visades att 76 procent av katter över 10 år hade sjukdomen. Sjukdomen kallades tidigare Feline/Canine Odontoclastic Resorptive Lesions (FORL resp CORL). Tandresorption innebär en nedbrytning av tanden som startar i rotens yttre cement och sprids via dentin-tubuli till pulpa och krona. Så kallade odontoclast-celler ersätter tandens vävnad med benliknande vävnad. De vanligaste/första tänderna som drabbas är den första kindtanden i underkäken. Eftersom förändringarna börjar i roten är tandröntgen enda sättet att upptäcka de första stadierna. De första kliniska tecknen som ses är urgröpningar i tanden i tandköttskanten, ibland överväxt av tandkött. Den progressiva nedbrytningen leder till att tandens krona fraktureras och successivt täcks av tandkött. När pulpan och/eller emaljen är involverade är sjukdomen mycket smärtsam, andra symtom kan därmed vara ändrat beteende, hetsätning, överdrivet tvättande eller att katten drar sig undan. Behandling är extraktion av tanden, men vid långt gången resorption av roten görs istället en kronamputation. Tidiga förändringar som enbart ses på röntgen kräver inte åtgärd men bör följas upp regelbundet. Lagning/rotfyllning är kontraindicerat eftersom destruktionen är progressiv. Det finns inget känt sätt att förebygga sjukdomen.

### Tandfrakturer
Tandfrakturer är vanligt hos både hundar och katter. De kan uppstå till exempel av att djuret tuggar på något hårt, till exempel märgben. Om pulpan är blottad är detta mycket smärtsamt och tanden behöver extraheras eller rotfyllas. Om pulpan inte är blottad krävs inte alltid någon åtgärd.

### Bettfel
Bettfel är vanligt hos hund och förekommer också hos katt. Bettfel kan orsaka obehag och smärta och det är därför viktigt att upptäcka tidigt. Bettfel kan orsakas av käkens längd /bredd (skelett-orsakat bettfel) eller tändernas placering (tand-orsakat bettfel). Bettfel i den första kategorin anses ha ärftlig bakgrund medan rena tand-orsakade bettfel kan uppstå utan ärftliga faktorer. Mesocephala djur har det normala bettet, även kallat saxbett. Underkäken är något kortare och smalare än överkäken och hörntänderna i underkäken kommer upp framför hörntänderna i överkäken. Framtänderna i överkäken är innanför framtänderna i underkäken och kindtändernas placering är i ett sicksackmönster mot varandra om man ser till över och underkäke i förhållande till varandra. 
Brachycephala (trubbnosiga) djur har en kortare överkäke än normalt. Underbett är vanligt. Detta resulterar i minskat utrymme mellan tänder och roterade tänder som i vissa fall överlappar varandra. Om tändernas placering förhindrar underkäken att växa till sin fulla potential kan det resultera i att underkäken får en böjd form. Bettet predisponerar även för parodontit, tandlossning. Dolichocephala djur har en långsmal huvudform. Överbett förekommer vilket kan ge problem med underkäkens hörntänder som då kan komma upp i tandkött eller gom och orsaka smärta. Även problem med kindtändernas placering förekommer. Smal underkäke är ett bettfel som också kan resultera i att underkäkens hörntänder kommer upp i gommen, det kan orsaka sår och smärta och även problem med att hunden inte kan stänga munnen helt. Om ena sidan av huvudet växer mer än den andra resulterar det i ett snett bett, vilket kan resultera i ett ensidigt över eller underbett.  
Persisterande (kvarvarande) mjölktänder kan ge problem med permanenta hörntänder som i överkäken förskjuts framåt mot nosen och hörntänder som i underkäken förskjuts in mot tungan/gommen. Det kan också hända att underkäkens hörntänder inte erupterar normalt. Kvarvarande mjölktänder bör alltid dras ut så fort de permanenta tänderna är synliga.
Alla bettfel orsakar inte problem och de behöver i så fall inte åtgärdas. Vid bettfel som orsakar problem finns tre behandlingsmetoder: Tandreglering, tandförkortning (inklusive rotfyllning) samt extraktion. 